# 1476 en musique classique
| \| • Retour à la chronologie générale de la musique classique • \| |
| Grèce • Rome • Haut Moyen Âge • VIIIe siècle • IXe siècle • Xe siècle • XIe siècle XIIe siècle • XIIIe siècle • XIVe siècle • XVe siècle • XVIe siècle • XVIIe siècle XVIIIe siècle • XIXe siècle • XXe siècle • XXIe siècle |
| • Retour à la chronologie générale de la musique classique • |

| Années en musique classique : 1473 - 1474 - 1475 - 1476 - 1477 - 1478 - 1479    |
| Décennies en musique classique : 1440 - 1450 - 1460 - 1470 - 1480 - 1490 - 1500 |

## Événements
- John Sutton est fellow du Magdalen College (Oxford).
- William Horwood est chanteur à la cathédrale de Lincoln.